# BeReal
BeReal е онлайн социална мрежа за споделяне на снимки.

## Описание
BeReal представлява мобилно приложение, разработвано и поддържано от френския стартъп BeReal SAS, което излиза през 2020 г.
Идеята му е да насърчи, според основателите, хората да „живеят за момента“. В случаен час през деня потребителите получават известие, че имат 2 минути да направят снимка и да я споделят. Снима се с двете камери (предната и задната) почти едновременно и се прави колаж, като така се онагледява в каква ситуация се намират участниците.
Макар излязло през 2020 г., приложението не се радва на особена популярност до средата на 2022 г. Тогава нещата рязко поемат в друга посока и към май 2022 г. то се нарежда в топ 20 на най-сваляните приложения в Google Play и App Store.
В BeReal няма възможност за редактиране на снимките, те трябва да бъдат изпратени без ефекти, като замисълът е да се наблегне на автентичността, противно на очакванията за социалните мрежи, че хората трябва да бъдат представени в най-добрата си светлина.